# .рф
.рф  — національний домен для Росії. Перший в історії кириличний домен першого рівня.
Відмінністю від діючого домену «.ru» є те, що в новому домені «.рф» всі імена другого рівня писатимуться виключно кирилицею.
За словами глави делегації Міністерства зв'язку і масових комунікацій Росії Володимира Васильєва, рішення про введення нового домену було прийняте на 32-й Міжнародній конференції ICANN в Парижі.
Перші вебсторінки на домені .рф відкрито в ніч з 12 на 13 травня 2010 року: президент.рф і правительство.рф. Російська влада була одним із найбільших лобістів появи кириличних доменів в Інтернеті. До того перші нелатинські домени вже зареєстрували користувачі в Єгипті, Саудівській Аравії та Об'єднаних Арабських Еміратах.
У домені .рф нараховується біля 18,300,000[недоступне посилання з грудня 2018] вебсторінок (станом на вересень 2013 року).